# Campionati austriaci di sci alpino 2020
I Campionati austriaci di sci alpino 2020 si sono svolti a Reiteralm, Sankt Lambrecht, Sankt Michael im Lungau e Schladming dal 12 al 23 dicembre; il programma ha incluso gare di supergigante, slalom gigante e slalom speciale, sia maschili sia femminili, e di combinata maschile. La manifestazione era originariamente in programma a Innerkrems tra il 24 e il 30 marzo e prevedeva anche gare di discesa libera, maschile e femminile, e di combinata femminile, ma era stata annullata a causa alla pandemia di COVID-19; in seguito era stata parzialmente riprogrammata a Reiteralm, Sankt Lambrecht e Sölden tra novembre e dicembre, ma è stata nuovamente in gran parte rinviata.
Trattandosi di competizioni valide anche ai fini del punteggio FIS, vi hanno potuto partecipare anche sciatori di altre federazioni, senza che questo consentisse loro di concorrere al titolo nazionale austriaco. 

## Risultati

### Uomini

#### Discesa libera
La gara, originariamente in programma il 26 marzo a Innerkrems, è stata annullata.

#### Supergigante
| Pos. | Atleta             | Nazione  | Tempo   |
| ---- | ------------------ | -------- | ------- |
| 1    | Stefan Luitz       | Germania | 1:05,33 |
| 2    | Christian Borgnaes | Austria  | 1:06,16 |
| 3    | Philipp Lackner    | Austria  | 1:06,54 |
| 4    | Nicolas Lussnig    | Austria  | 1:06,67 |
| 5    | Luis Tritscher     | Austria  | 1:06,79 |
| 6    | Lukas Broschek     | Austria  | 1:06,87 |
| 7    | Noah Geihseder     | Austria  | 1:06,93 |
| 8    | Maximilian Kacic   | Austria  | 1:06,98 |
| 9    | Vincent Wieser     | Austria  | 1:07,10 |
| 10   | Lukas Passrugger   | Austria  | 1:07,17 |

Data: 13 dicembre

Località: Reiteralm

#### Slalom gigante
| Pos. | Atleta             | Nazione     | Tempo   |
| ---- | ------------------ | ----------- | ------- |
| 1    | Christian Borgnaes | Austria     | 1:44,23 |
| 2    | Johannes Strolz    | Austria     | 1:44,26 |
| 3    | Philip Hoffmann    | Austria     | 1:44,30 |
| 4    | Charlie Raposo     | Regno Unito | 1:44,35 |
| 5    | Mathias Graf       | Austria     | 1:44,51 |
| 6    | Thomas Dorner      | Austria     | 1:44,53 |
| 7    | Dominik Raschner   | Austria     | 1:44,60 |
| 8    | Magnus Walch       | Austria     | 1:44,84 |
| 9    | Tobias Kogler      | Austria     | 1:44,86 |
| 10   | Nikita Alechin     | Russia      | 1:45,09 |

Data: 12 dicembre

Località: Reiteralm

#### Slalom speciale
| Pos. | Atleta            | Nazione  | Tempo   |
| ---- | ----------------- | -------- | ------- |
| 1    | Hans Vaccari      | Italia   | 1:48,71 |
| 2    | Simon Rueland     | Austria  | 1:49,27 |
| 3    | Thomas Dorner     | Austria  | 1:49,30 |
| 4    | Christoph Meissl  | Austria  | 1:50,00 |
| 5    | Pirmin Hacker     | Austria  | 1:50,20 |
| 6    | David Ketterer    | Germania | 1:50,30 |
| 7    | Richard Leitgeb   | Austria  | 1:50,52 |
| 8    | Alex Rius Gimenez | Andorra  | 1:50,68 |
| 9    | Jakob Greber      | Austria  | 1:50,76 |
| 10   | Luca Gstrein      | Austria  | 1:50,81 |

Data: 21 dicembre

Località: Schladming

#### Combinata
| Pos. | Atleta             | Nazione  | Tempo   |
| ---- | ------------------ | -------- | ------- |
| 1    | Stefan Luitz       | Germania | 1:56,09 |
| 2    | Lukas Passrugger   | Austria  | 1:57,85 |
| 3    | Luca Lanzenberger  | Austria  | 1:58,42 |
| 4    | Christian Borgnaes | Austria  | 1:59,00 |
| 5    | Noah Geihseder     | Austria  | 1:59,26 |
| 6    | Paul Vonier        | Austria  | 1:59,44 |
| 7    | Jonas Stockinger   | Germania | 2:00,28 |
| 8    | Nikita Kazazaev    | Russia   | 2:00,35 |
| 9    | Jakob Eisner       | Austria  | 2:00,46 |
| 10   | Anton Grammel      | Germania | 2:00,61 |

Data: 14 dicembre

Località: Reiteralm

### Donne

#### Discesa libera
La gara, originariamente in programma il 26 marzo a Innerkrems, è stata annullata.

#### Supergigante
| Pos. | Atleta            | Nazione  | Tempo   |
| ---- | ----------------- | -------- | ------- |
| 1    | Christina Ager    | Austria  | 59,25   |
| 2    | Anna Schilcher    | Austria  | 59,31   |
| 3    | Lena Wechner      | Austria  | 59,63   |
| 4    | Emily Schöpf      | Austria  | 1:00,05 |
| 5    | Anna Grünauer     | Austria  | 1:00,20 |
| 6    | Vanessa Nußbaumer | Austria  | 1:00,28 |
| 7    | Anna Schillinger  | Germania | 1:00,49 |
| 8    | Laura Brandner    | Austria  | 1:00,57 |
| 9    | Elena Steurer     | Austria  | 1:00,65 |
| 10   | Nina Kegele       | Austria  | 1:00,79 |

Data: 20 dicembre

Località: Sankt Lambrecht

#### Slalom gigante
| Pos. | Atleta                | Nazione | Tempo   |
| ---- | --------------------- | ------- | ------- |
| 1    | Elisa Mörzinger       | Austria | 1:57,52 |
| 2    | Chiara Mair           | Austria | 1:57,64 |
| 3    | Katharina Liensberger | Austria | 1:57,66 |
| 4    | Rosina Schneeberger   | Austria | 1:58,23 |
| 5    | Sophia Waldauf        | Austria | 1:58,39 |
| 6    | Ramona Siebenhofer    | Austria | 1:58,69 |
| 7    | Nadine Fest           | Austria | 1:58,72 |
| 8    | Anna Grünauer         | Austria | 1:58,75 |
| 9    | Michelle Niederwieser | Austria | 1:58,77 |
| 10   | Lisa Hörhager         | Austria | 1:58,83 |

Data: 22 dicembre

Località: Sankt Lambrecht

#### Slalom speciale
| Pos. | Atleta               | Nazione     | Tempo   |
| ---- | -------------------- | ----------- | ------- |
| 1    | Katharina Huber      | Austria     | 1:31,54 |
| 2    | Chiara Mair          | Austria     | 1:31,72 |
| 3    | Katharina Truppe     | Austria     | 1:32,06 |
| 4    | Lisa Hörhager        | Austria     | 1:32,34 |
| 5    | Katharina Gallhuber  | Austria     | 1:32,98 |
| 6    | Marija Škanova       | Bielorussia | 1:33,02 |
| 7    | Bernadette Lorenz    | Austria     | 1:33,16 |
| 8    | Monika Widmoser      | Austria     | 1:34,01 |
| 9    | Melanie Niederdorfer | Austria     | 1:34,59 |
| 10   | Elena Exenberger     | Austria     | 1:34,62 |

Data: 23 dicembre

Località: Sankt Michael im Lungau

#### Combinata
La gara, originariamente in programma il 28 marzo a Innerkrems, è stata annullata.